# Аарън Уилбрахъм
Аарън Томъс Уилбрахъм (на английски: Aaron Thomas Wilbraham) е нападател на английския футболен отбор от Първа лига – ФК Милтън Кийнс Донс.

## Кариера
Аарън Уилбрахъм започва своята кариера в Стокпорт Каунти където изиграва 118 срещи в първенството. През 2000 играе под наем в норвежкия клуб ФК Мос. През 2004 Уилбрахъм преминава в Хъл Сити за £100 000 където изиграва едва 10 срещи. Впоследствие той напуска отбора и още същия ден преминава в Милтън Кийнс Донс. През сезон 2005-06, Аарън е взет под наем от Братфорд Сити за 2 месеца. През следващия сезон 2006-07 той заиграва в представителния отбор на „Доновете“ и новият му пост, определен от тогавашния мениджър на отбора Мартин Алън е атакуващ полузащитник. Януари 2007 удължава контракта си с МК Донс до 2009. Март същата година, в среща срещу Нотс Каунти Аарън се контузва и е извън терените до края на сезона, първите му тренировки са през месец август, като след възстановителния процес той участва в няколко от приятелските срещи на клуба а първата е срещу Уотфорд същият месец. В началото на 2008, отново претърпява контузия и до март е извън терените. Завръща срещу отборът на Гримсби Таун. През 2009 преподписва до юни 2012.

## Успехи
- Първа Дивизия, 1996-97: Финалист
- Трофей на Футболната Лига, 2007-08: Победител
- Втора Лига, 2007-08: шампион